# Firework
«Firework» (en español: «fuego artificial») es una canción interpretada por la cantante y compositora estadounidense Katy Perry, incluida en su segundo álbum de estudio Teenage Dream. La canción fue escrita por Mikkel S. Eriksen, Tor Erik Hermansen, Sandy Wilhelm, Ester Dean y la propia artista Katy Perry, mientras que su producción musical quedó a cargo de Stargate y Sandy Vee. Se lanzó oficialmente como el tercer sencillo del disco el 26 de octubre de 2010.
Líricamente, es un himno de empoderamiento, y es considerada por Perry como el tema más importante de su álbum. La canción ganó el premio vídeo del año en los MTV Video Music Awards 2011 y recibió dos nominaciones a los premios Grammy de 2012, incluyendo mejor interpretación femenina vocal de pop y grabación del año.
«Firework» recibió comentarios positivos de los críticos de música, algunos notaron su melodía pegadiza y bailable y la compararon con las canciones de la banda británica Coldplay, además, About.com y Allmusic consideran al sencillo como el mejor del álbum. La canción contó con buena recepción comercial, alcanzó el primer lugar en el conteo Billboard Hot 100 de Estados Unidos y logró ser top 5 en veinte países alrededor del mundo, en los que se incluyen los continentes de Europa y Oceanía. En la semana del 8 de enero de 2011, «Firework» vendió 509 000 descargas digitales en los Estados Unidos, lo que la convierte en la cuarta canción con más ventas de una artista femenina, detrás de Lady Gaga y su canción «Born This Way», que vendió más de un millón de descargas en cinco días, Taylor Swift y su canción «We Are Never Ever Getting Back Together», que vendió 623 000, y Kesha y su canción «Tik Tok», que vendió 610 000 copias en una semana y en general, «Firework» ocupa el séptimo lugar. 
El vídeo musical, dirigido por Dave Meyers, se publicó el 28 de octubre de 2010. En el vídeo, Perry danza y canta alrededor de Budapest, intercalado con escenas de adolescentes tímidos que adquieren confianza en sí mismos. Un proceso abierto de casting llamado para el vídeo musical atrajo una cifra sin precedentes de 38 000 solicitantes. El videoclip fue ubicado en la primera posición de la lista de los 50 mejores vídeos del 2010, según MuchMusic. El vídeo se dice que es uno de los más optimistas con un gran mensaje, junto con «Beautiful» de Christina Aguilera. «Firework» consiguió vender más de 7 000 000 de copias solamente en los Estados Unidos, y recibió la certificación de diamante por parte de la RIAA. Es el sencillo de Katy con más ventas en los Estados Unidos, y el tercero que más reproducciones tiene de todos sus vídeos en YouTube. Esta canción también fue utilizada como banda sonora de la película  Madagascar 3: Europe's Most Wanted, de Dreamworks Animation (2012), y salió en la película Prom en la escena del baile. Posteriormente, apareció en la película The Interview como una versión acústica, donde se revela que Kim Jong-un es un gran fan de la canción.

## Antecedentes
De acuerdo con una entrevista que realizó en MTV News, la cantante afirmó que «Firework» es su canción favorita del álbum. En la entrevista, también expresó:

«Algunas personas hasta la están adoptando como su propio himno, y es difícil, pienso, escribir un himno que no sea cursi, y espero que esto pueda ser algo que esté en esa categoría. Espero que pueda ser una de esas cosas donde diga, "Sí, quiero poner mi puño arriba y sentirme orgullosa y fuerte". Pero tampoco quiero ser cursi, es una línea muy fina, y creo que "Firework" ... sería como mi gran canción - si tuviera que elegir una canción para escuchar — porque tiene un ritmo excelente, pero también un mensaje fantástico».

La artista afirmó en una entrevista que «Firework», se inspiró por un capítulo de la novela de Jack Kerouac, En el camino, la cual le leyó Russell Brand durante el tiempo de su romance con la cantante. También dijo:

«Decidí escribir "Firework" porque creo realmente en la gente que posee una chispa para ser un "fuego artificial"».

## Composición
La canción la compuso Katy Perry, Mikkel S. Eriksen, Tor Erik Hermansen, Sandy Wilhelm y Ester Dean, mientras que su producción musical quedó a cargo de Stargate, Sandy Vee. Está compuesta en la clave de La bemol mayor y se encuentra en compás de 4/4 con un ritmo de 124 pulsaciones por minuto. La vocales de Perry van desde un 3 a E ♭ ♭ 5. Firework está influenciado por la novela de Jack Kerouac, En el camino.
Comienza desde sonidos de teclado para dar un estilo eurodance musical, este estilo está presente en las canciones producidas por el grupo Stargate. El  pre-estribillo y el estribillo principalmente, están apoyados por una sección de violines y bajos, al poco tiempo la tonalida instrumental y vocal se vuelve más fuerte, para ganar los «Beat's» electrónicos de una banda de pop. Firework fue escrito con el fin de inspirar y motivar a la gente a no ser normal, a siempre estar afuera como «fuegos artificiales». Durante el coro y el pre-coro, Katy Perry dice:

«Sólo debes encender la luz y dejar que brille que es sólo tuya, como la noche del 4 de Julio porque cariño, eres un fuego artificial vamos, demuéstrales cuanto vales».

## Recepción

### Comentarios de la crítica
La revista Slant declaró: «La letra, que aspira a ser inspiradora (Baby you're a firework/Come on show them what you're worth) es absurda, y las líneas vocales, que suenan como si estuvieran escritas para alguien como Leona Lewis, están más allá de las capacidades de Perry, pero el coro gana algo de impulso y la canción puede funcionar bastante bien en un club, donde hasta podrías olvidar de alguna que otra manera sus evidentes debilidades». Bill Lamb de About.com y el sitio Allmusic nombraron a «Firework» como uno de los mejores temas del álbum, Lamb también expresó: «la canción es un himno que directamente, pretende aumentar la autoestima». Chris Ryan, de MTV, comentó que la canción sirve como tema para los juegos Olímpicos, gracias a su banda sonora inspiradora y Katy Perry, que ha revelado una inspiradora voz de diva de «House (música)». Nick Levine de Digital Spy calificó a la canción con 5 de 5 estrellas. Thiago Mariano del diario ABC, lo mencionó como himno de liberación y que está de forma creciente, además destacó el talento vocal de «Katy Perry» para los agudos.

### Desempeño comercial
En Irlanda logró entrar al conteo de Irish Singles Chart, en el cual su máxima posición fue la número dos. En los Estados Unidos, «Firework», debutó en la posición número cincuenta y siete el 6 de noviembre de 2010. Alcanzó el número uno en la lista Billboard Hot 100, convirtiéndose en su cuarto número uno de Perry solo en los Estados Unidos y el tercer sencillo número uno del disco. En Nueva Zelanda, antes de que «Firework» fuera lanzado como sencillo, alcanzó la posición numeró 34 en New Zealand Singles Chart, a las dos semanas de haber sido lanzado como sencillo logró debutar en la posición número 1 durante tres semanas.  La canción encabezó las listas del Hot Dance Club Songs, Pop Songs, Adult Pop Songs, Hot Digital Songs, Radio Songs y el conteo Adult Contemporary. En la semana que terminó el 8 de enero de 2011, la canción vendió 509 000 descargas digitales en los EE.UU, que es la segunda cantidad más alta jamás vendida por una artista femenina solo por detrás de «Tik Tok» de Ke$ha, que vendió 610 000 copias en una semana, y el cuarto más alto en general. La canción fue certificada con 10 discos de platino por la Recording Industry Association of America (RIAA) y hasta octubre de 2015 sus ventas superaban las siete millones de copias en los Estados Unidos, convirtiendo a Perry en la única artista en conseguir que tres de sus canciones obtuvieran ventas superiores a los 6 millones. La canción también es una de las cinco canciones de Perry en vender más de 5 millones de copias en ese país, convirtiéndose en la única artista en conseguir que seis de sus sencillos logren vender cinco millones de copias o más. En Canadá, «Firework» debutó en el número cincuenta y uno en el Canadian Hot 100 en la edición del 6 de noviembre de 2010 y llegó al número uno el 18 de diciembre de 2010.

## Video musical
El vídeo musical que acompañó a «Firework», fue lanzado el 28 de octubre de 2010, en su cuenta oficial de VEVO en YouTube. Tiene una duración total de tres minutos y cincuenta y cuatro segundos.

### Desarrollo

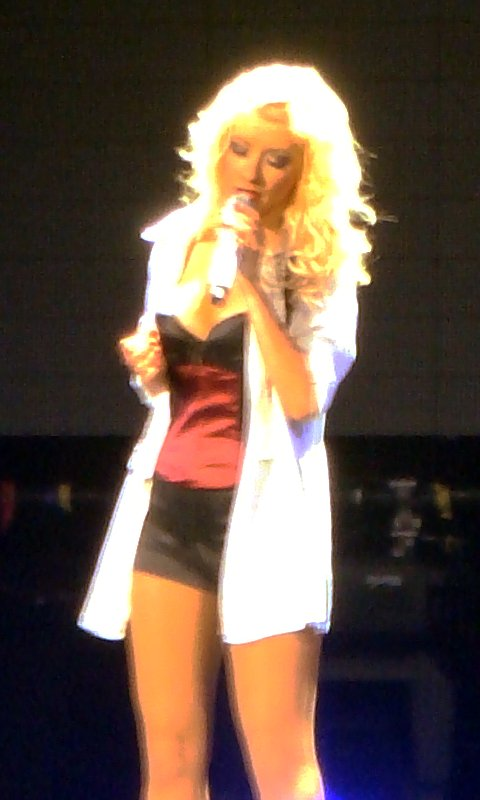
El Vídeo es una reminiscencia de la canción «Beautiful» de Christina Aguilera.

El vídeo es parte de un convenio con la empresa Europea de telecomunicaciones Deutsche Telekom. Esta empresa organizó una serie de actividades y competencias en donde unos fanáticos, a lo largo de toda Europa, fueron reclutados para estar en el vídeo. MTV reportó que Perry empezó a filmar el vídeo el 28 de septiembre. El director fue Dave Meyers. El tráiler oficial del vídeo musical fue publicado el 15 de octubre de 2010. Su lanzamiento por completo fue el 28 de octubre. Dave Meyers en un MTV News, comentó de como logró cambiar el estilo del vídeo de California Gurls, a esto:

«Quería jugar con su imagen, poco a poco borrar ese icono de estrella pop, color caramelo que se había convertido. Enrealidad escribir "Firework", fue muy fácil porque me conecte con la canción, en ese momento me sentí muy "Firework", fue muy personal. Queremos articular el significado de la canción: lo que significa es ser un perdedor y tener el valor, si estar fuera de la sociedad trata por ser tu mismo. Perry y yo estábamos muy metidos en la idea de alejarse de Hollywood y de poner gente real en el video. Así que contó con personas reales, no eran actores. Encontrar dos chicos gay's en Budapest fue un reto, porque no es aceptada allí, ya que se encuentra en West Hollywood, pero finalmente me encontré con una pareja real. La niña en el video no es en realidad una niña enferma, pero conseguí que se afeitara la cabeza. Katy se llevó hasta las lágrimas cuando se encontró con los 250 fan's. Ella se ve como una chica de calendario, pero ella tiene una gran cantidad de sustancia y mucho que decir, y espero que este video represente eso.  Pero no todo es real, hay un aspecto de fuegos artificiales, que no lo es: la ducha llamativa de chispas que emite desde el cuerpo de Perry y varios personajes durante todo el clip. La mayoría son efectos especiales. Traté de encontrar una manera de verdaderos fuegos artificiales realmente plataforma para gente real, dijo riendo, pero terminó siendo un peligro. Nadie quería estar cerca de Katy con ellos».

La cantante dedicó el video a la campaña estadounidense It Gets Better, que se manifiesta en contra de acosos y suicidios hacia la comunidad LGBT. Es un mensaje apropiado para «Firework», considerando que en una de las tramas del vídeo aparece un joven gay que lucha por sentirse cómodo con su propia persona. El vídeo es una reminiscencia de «Beautiful», de Christina Aguilera, por su mensaje.

### Trama
El videoclip de «Firework», muestra personajes inspirados, grupos de personas que son víctimas de los prejuicios de la sociedad, por problemas físicos o emocionales. El video trata sobre dos niños que ven la violencia doméstica entre sus padres, una joven con problemas de autoestima debido a su caso de obesidad, una niña con cáncer, y un chico homosexual que sufre de prejuicios. Perry aparece a «encender la luz» dentro de estas personas y hacerlas actuar y liberar sus sentimientos como si fueran fuegos artificiales.

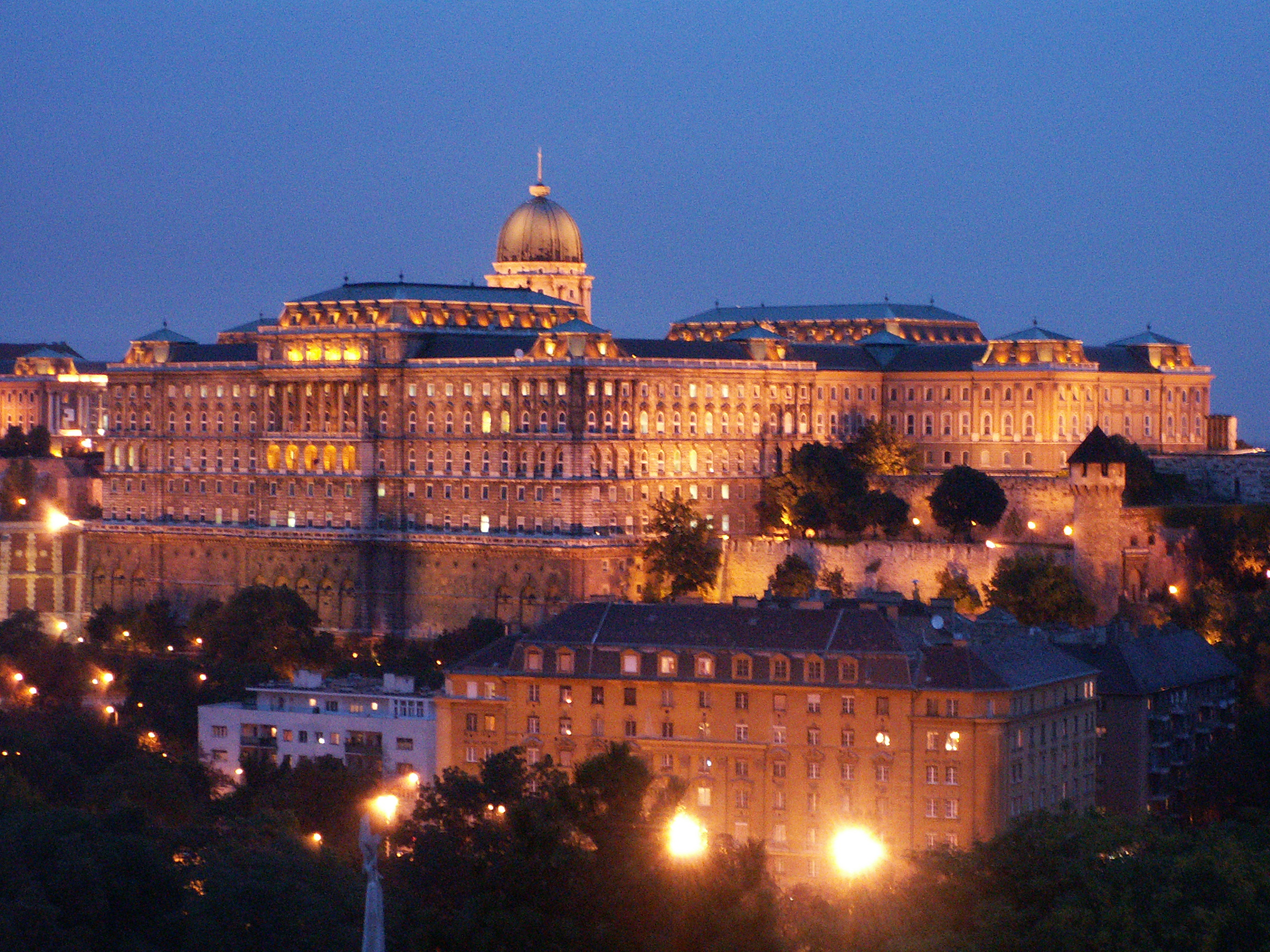
El Castillo de Buda forma parte de la escenografía del vídeo.

El vídeo comienza con Perry cantando en un balcón de un edificio en Plaza Astoria, en Budapest. A continuación, se presentan varias escenas, un niño consuela a su hermana mientras sus padres están discutiendo en la cocina, una chica insegura de mostrar su cuerpo en una fiesta de piscina, y una paciente con leucemia viendo la televisión. Algunos fuegos artificiales resplandecen en el pecho de Perry, mientras el niño corre a terminar la pelea y proteger a su madre, con el pecho emanando fuegos artificiales. La paciente con cáncer se acerca a la ventana y se da cuenta de los fuegos artificiales de Perry. Luego, aparece una escena con un chico tímido en una conglomerada fiesta. La chica insegura se quita la ropa lentamente, mientras el chico de la fiesta se pone de pie y, en otra escena, un mago es atacado por unos ladrones. Cuando intenta asaltarlo, algunos de sus trucos de magia se escapan, haciendo que los ladrones se queden consternados. La paciente con cáncer sale de su habitación y pasea por los pasillos del hospital. Se detiene a ver un parto, donde la mujer lanza fuegos artificiales del vientre. En la fiesta, el chico cruza la pista de baile y besa a otro chico, haciendo que unos fuegos artificiales estallen entre ellos. La paciente sale del hospital, mientras que en la fiesta de la piscina, la chica pierde la inseguridad y se lanza al agua, igualmente, con fuegos artificiales saliendo de su pecho. Varios jóvenes se reúnen con Perry, y corren alegres hacia el castillo de Buda en Budapest. Cuando llegan, comienzan a bailar en una formación, mientras salen fuegos artificiales de cada uno.
En el vídeo se muestran varias escenas de la ciudad de Budapest, capital de Hungría, al inicio aparece el Río Danubio, el Puente de las Cadenas, y parte del Castillo de Buda, luego ella se encuentra en la parte alta de un edificio (Raiffeisen Bank) en la plaza Astoria, y al final cruzan el Puente de las Cadenas, para así llegar al Castillo de Buda.

Para enero de 2022, esta canción supera las 1345 millones de visitas en YouTube, siendo el cuarto vídeo más visto de Perry, demostrando que el vídeo ha recibido una buena aceptación en el público mundial.

### Críticas
Jocelyn Vena de MTV News, afirmó que Perry envío de un mensaje: «Fortalecerte a ti mismo y sacar tus fuegos artificiales interiores. Por lo tanto, el vídeo entra en erupción con Perry en el centro de la acción, cantando un mensaje inspirador y con fuegos artificiales estallando a su alrededor». Entertainment Weekly, comparó el vídeo con los trabajos anteriores de katy perry pero está vez agregó: «Está vez, su canción no está hecha para oírla, si no para otra causa: aumentar el autoestima de ciertos jóvenes (gay's, Obesos, Enfermos) que se sienten marginalizados por normas estrictamente aplicadas por el mundo de la belleza y las sexualidades».

## Presentaciones en vivo

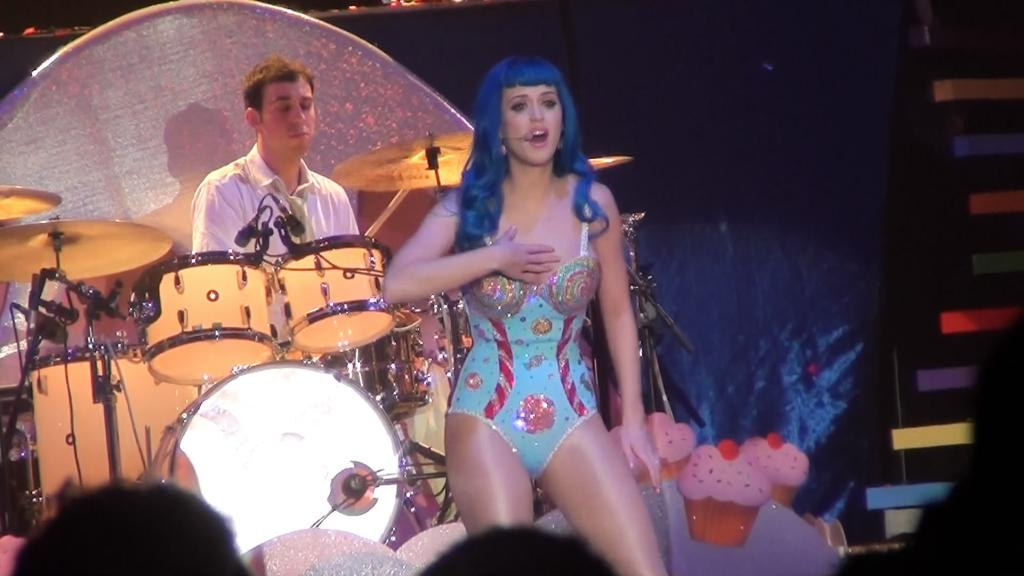
Katy Perry interpretando la canción en el California Dreams Tour.

Katy Perry presentó la canción en el programa Late Show with David Letterman el 24 de agosto de 2010, en un escenario basado en un mundo ficticio creado por la cantante, «Candyfornia» (una mezcla de Candy (caramelo), y California, estado del que es originaria). El 17 de octubre de 2010, la cantó  en The X Factor en el Reino Unido. Katy Perry también se interpretó en la ceremonia de los MTV Europe Music Awards, en Madrid España. En noviembre de 2010 la cantó en Victoria's Secret, para luego presentar la canción en el talk show de Paul O' Grady. En los Oscar after party fue acompañada por un coro de niños, y en 2012 la interpretó para la BBC «Radio 1 Live Lounge». Katy también interpretó «Firework» el 3 de diciembre, para VH1 Divas 2010, junto a Nicki Minaj, Hayley Williams y Keri Hilson.

## Formatos y lista de canciones
| - Descarga digital |                            |          |  |
| N.º                | Título                     | Duración |  |
| 1.                 | «Firework» (Original Edit) | 3:48     |  |

| Alemania - Sencillo CD |                           |          |  |
| N.º                    | Título                    | Duración |  |
| 1.                     | «Firework»                | 3:48     |  |
| 2.                     | «Firework» (Instrumental) | 3:51     |  |

## Créditos y personal
- Compositores – Katy Perry, Mikkel S. Eriksen, Tor Erik Hermansen, Sandy Wilhelm, Ester Dean
- Productores – Stargate, Sandy Vee
- Grabación – Mikkel S. Eriksen, Miles Walker
- Ingenieros de sonido – Carlos Oyandel, Damien Lewis
- Ingenieros ayudantes – Josh Houghkirk
- Mezcla de sonido – Sandy Vee, Phil Tan
- Voz principal – Katy Perry
- Instrumental – Mikkel S. Eriksen, Tor Erik Hermansen, Sandy Vee

 Fuente: Discogs y folleto de Teenage Dream.

## Posicionamiento en listas

### Semanales
| País           | Lista (2010-11)              | Mejor posición |
| -------------- | ---------------------------- | -------------- |
| Alemania       | German Singles Chart         | 2              |
| Australia      | Australian Singles Chart     | 1              |
| Austria        | Ö3 Austria Top 40            | 1              |
| Bélgica        | Ultratop 50                  | 5              |
| Bélgica        | Ultratop 40                  | 3              |
| Canadá         | Canadian Hot 100             | 1              |
| Dinamarca      | Tracklisten                  | 4              |
| Escocia        | Scottish Singles Chart       | 3              |
| Eslovaquia     | Radio Top 100 Chart          | 1              |
| España         | Spanish Singles Chart        | 1              |
| Estados Unidos | Billboard Hot 100            | 1              |
| Estados Unidos | Digital Songs                | 1              |
| Estados Unidos | Pop Songs                    | 1              |
| Estados Unidos | Hot Dance/Club Songs         | 1              |
| Estados Unidos | Radio Songs                  | 1              |
| Estados Unidos | Billboard Adult Contemporary | 1              |
| Estados Unidos | Adult Pop Songs              | 1              |
| Europa         | European Hot 100 Singles     | 4              |
| Finlandia      | Mitä hittiä                  | 18             |
| Francia        | French Singles Chart         | 7              |
| Hungría        | Hungría Rádiós Top 40        | 2              |
| Irlanda        | Irish Singles Chart          | 2              |
| Italia         | Italian Singles Chart        | 2              |
| Japón          | Japan Hot 100                | 43             |
| Noruega        | VG-lista                     | 2              |
| Nueva Zelanda  | New Zealand Singles Chart    | 1              |
| Países Bajos   | Dutch Top 40                 | 2              |
| Reino Unido    | UK Singles Chart             | 3              |
| Suecia         | Swedish Singles Chart        | 3              |
| Suiza          | Swiss Music Charts           | 1              |

- Ver sucesión en listas

| Predecesor: «The Time (Dirty Bit)» de The Black Eyed Peas      | Canadian Hot 100 — Sencillo número uno 18 de diciembre de 2010 — 24 de diciembre de 2010                                       | Sucesor: «The Time (Dirty Bit)» de The Black Eyed Peas   |
| Predecesor: «Like a G6» de Far East Movement                   | New Zealand Singles Chart — Sencillo número uno 14 de noviembre de 2010 — 5 de diciembre de 2010                               | Sucesor: «The Time (Dirty Bit)» de The Black Eyed Peas   |
| Predecesor: «Raise Your Glass» de Pink «Grenade» de Bruno Mars | Billboard Hot 100 — Sencillo número uno 18 de diciembre de 2010 — 7 de enero de 2011 15 de enero de 2011 — 21 de enero de 2011 | Sucesor: «Grenade» de Bruno Mars «Grenade» de Bruno Mars |
| Predecesor: «Forget You» de Glee Cast con Gwyneth Paltrow      | Hot Digital Songs — Sencillo número uno 11 de diciembre de 2011 — 31 de diciembre                                              | Sucesor: «Grenade» de Bruno Mars                         |
| Predecesor: «Raise Your Glass» de Pink                         | Pop Songs — Sencillo número uno 8 de enero de 2011 — 4 de febrero de 2011                                                      | Sucesor: «Grenade» de Bruno Mars                         |
| Predecesor: «One Hot Pleasure» de Erika Jayne                  | Dance/Club Play Songs — Sencillo número uno 22 de enero de 2011 — 28 de enero de 2011xD                                        | Sucesor: «You Haven't Seen the Last of Me» de Cher       |
| Predecesor: «What's My Name?» de Rihanna con Drake             | Radio Songs — Sencillo número uno 19 de febrero de 2011 — 25 de febrero de 2011                                                | Sucesor: «Grenade» de Bruno Mars                         |
| Predecesor: «Just the Way You Are» de Bruno Mars               | Adult Contemporary — Sencillo número uno 28 de mayo de 2011 — 3 de junio de 2011                                               | Sucesor: «Just the Way You Are» de Bruno Mars            |
| Predecesor: «Raise Your Glass» de Pink                         | Adult Pop Songs — Sencillo número uno 19 de febrero de 2011 — 25 de marzo de 2011                                              | Sucesor: «Fuckin' Perfect» de Pink                       |

### Anuales
| País           | Lista                         | Posición |
| 2010           | 2010                          | 2010     |
| -------------- | ----------------------------- | -------- |
| Australia      | Australian Singles Chart      | 24       |
| Hungría        | Hungría Rádiós Top 40         | 26       |
| Irlanda        | Irish Singles Chart           | 9        |
| Nueva Zelanda  | New Zealand Singles Chart     | 5        |
| 2011           |                               |          |
| Reino Unido    | UK Singles Chart              | 19       |
| Australia      | Australian Singles Chart      | 28       |
| Austria        | Austrian Singles Chart        | 37       |
| Bélgica        | Belgian Flandes Singles Chart | 57       |
| Bélgica        | Belgian Valonia Singles Chart | 32       |
| Canadá         | Canadian Hot 100              | 8        |
| España         | Spanish Singles Chart         | 32       |
| Estados Unidos | Billboard Hot 100             | 3        |
| Estados Unidos | Pop Songs                     | 8        |
| Estados Unidos | Radio Songs                   | 3        |
| Estados Unidos | Digital Songs                 | 4        |
| Estados Unidos | Adult Contemporary Songs      | 2        |
| Estados Unidos | Adult Pop Songs               | 6        |
| Estados Unidos | Hot Dance/Club Songs          | 19       |
| Francia        | French Singles Chart          | 34       |
| Hungría        | Hungría Rádiós Top 40         | 26       |
| Países Bajos   | Dutch Singles Chart           | 38       |
| Suiza          | Swiss Music Charts            | 36       |

### Certificaciones
| País           | Organismo certificador | Certificación        | Ventas certificadas | Simbolización | Ref.    |
| -------------- | ---------------------- | -------------------- | ------------------- | ------------- | ------- |
| Alemania       | BVMI                   | Oro                  | 150 000             | ●             | [ 91 ]  |
| Australia      | ARIA                   | 8× Platino           | 560 000             | 8▲            | [ 92 ]  |
| Austria        | IFPI                   | Oro                  | 15 000              | ●             | [ 93 ]  |
| Bélgica        | BEA                    | Oro                  | 15 000              | ●             | [ 94 ]  |
| Canadá         | CRIA                   | 6× Platino (Digital) | 480 000             | 6▲            | [ 95 ]  |
| Canadá         | CRIA                   | Oro (Ringtone)       | 20 000              | ●             | [ 95 ]  |
| Dinamarca      | IFPI                   | Oro                  | 15 000              | ●             | [ 96 ]  |
| Estados Unidos | RIAA                   | Diamante             | 12 000 000          | ♥             |         |
| Italia         | FIMI                   | 8× Platino           | 400 000             | 8▲            | [ 98 ]  |
| México         | AMPROFON               | Platino + Oro        | 90 000              | ▲ + ●         | [ 99 ]  |
| Nueva Zelanda  | RIANZ                  | 2× Platino           | 30 000              | 2▲            | [ 100 ] |
| Reino Unido    | BPI                    | 2× Platino           | 1 200 000           | 2▲            | [ 101 ] |
| Suecia         | GLF                    | Platino              | 40 000              | ▲             | [ 102 ] |
| Suiza          | IFPI - Suiza           | Oro                  | 15 000              | ●             | [ 103 ] |